# Lettera di Publio Lentulo

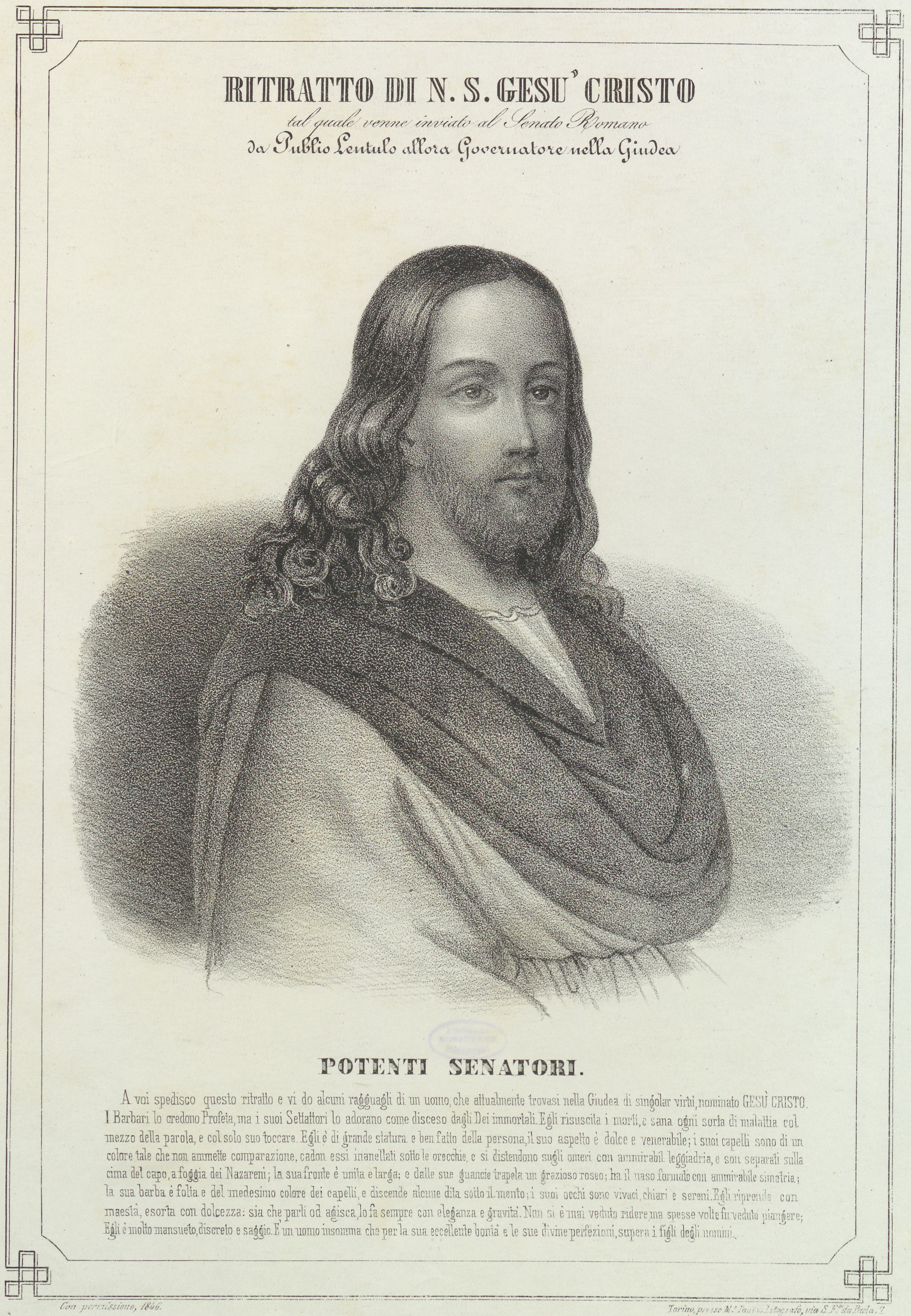
Ritratto di Nostro Signore, Gesù Cristo, con un estratto della Lettera di Publio Lentulo, 1846

La Lettera di Publio Lentulo (pubblicata come Epistula Lentuli ad Romanos de Christo Jesu) è un apocrifo del Nuovo Testamento scritto probabilmente in greco ma pervenutoci in latino e verosimilmente in epoca medievale. Il documento, nella stesura a noi nota, è certamente compilazione di un umanista quattrocentesco, che si rifà a sua volta a Niceforo Callisto e, probabilmente, al cosiddetto Testimonium Flavianum.
È attribuita a Publio Lentulo, presunto governatore della Giudea predecessore di Ponzio Pilato.
Rappresenta un rapporto che il governatore avrebbe inviato all'imperatore Tiberio. In essa si parla diffusamente di Gesù Cristo, lodandone la sapienza e i miracoli e descrivendone anche l'aspetto fisico.

## Critica testuale
La natura apocrifa del documento era già stata denunciata da Lorenzo Valla, sulla cui opinione concorda il parere di storici e filologi che lo ritengono un falso di epoca posteriore. Il testo, ad un'oggettiva analisi, non è credibile per diverse incongruenze e anacronismi. Tuttavia il dialogo del presunto governatore Lentulo con l'imperatore Tiberio desta interesse perché, secondo un curioso racconto riportato nell'Apologetico di Tertulliano, lo stesso imperatore avrebbe proposto al Senato romano di riconoscere Gesù come dio; la proposta fu respinta il che, secondo l'autore, avrebbe costituito la base giuridica per le successive persecuzioni dei cristiani. 
- Non risulta alcun Publio Lentulo che abbia governato la Giudea. Per altro, secondo il Vangelo di Luca, Ponzio Pilato era già in carica quando Gesù iniziò la sua vita pubblica (Lc 3, 1-2[2]).
- Il tono della lettera è esageratamente entusiastico. Inoltre un romano non avrebbe mai utilizzato espressioni come "figli dell'uomo" e "profeta di verità", che appartengono al linguaggio semitico.
- Il presunto Lentulo si firma "governatore della Giudea", mentre il titolo corretto era quello di "procuratore" o "prefetto".
- La data in calce alla lettera ("indizione settima, luna undicesima") non ha alcun senso. L'indizione come metodo di computo degli anni non era in uso prima di Costantino. Inoltre essa indica un periodo di 15 anni, per cui Lentulo avrebbe dovuto specificare anche l'anno. Un romano poi non avrebbe mai usato l'espressione "luna undicesima", ma "mese di novembre" (vedi Calendario romano).

La datazione di questa lettera non è certa. Secondo la Catholic Encyclopedia, i primi documenti che la citano sono alcuni scritti tedeschi della fine del XV secolo: viene asserito che la lettera fu ritrovata nel 1421 da un certo Giacomo Colonna, in un documento proveniente da Costantinopoli. Essa era scritta in latino, ma probabilmente tradotta da un originale greco. Lo storico ottocentesco Friederich Münter ritiene che possa risalire all'epoca di Diocleziano (circa l'anno 300), ma la maggioranza degli storici suppone che la sua origine sia medievale.
Non si è a conoscenza dell'esistenza della lettera originale; alcuni siti internet ne affermano il possesso nelle mani di certi "signori Cesarini di Roma", ma non risulta che sia mai stata esaminata da studiosi.

## Iconografia di Gesù
La descrizione fisica contenuta nella lettera corrisponde alla tradizionale iconografia di Gesù: statura media, con barba e capelli lunghi. La lettera aggiunge che il volto di Gesù sarebbe stato di particolare bellezza e i suoi capelli del colore "della nocciola matura".
La descrizione delle fattezze di Gesù ha dispiegato la sua influenza sull'iconografia espressa dalla pittura del XV e XVI secolo, soprattutto di ambiente artistico nordeuropeo.